# Derby County FC
Derby County Football Club este un club de fotbal din Derby, Anglia, care evoluează în EFL Championship.
Este unul dintre cele 12 cluburi fondatoare ale Diviziei Engleze în anul 1888 și una dintre cele doar zece echipe care au jucat în fiecare sezon din sistemul profesionist al Angliei.
Clubul a fost fondat în 1884 de către William Morley, o derivație din Derbyshire County Cricket Club. A devenit o forță în perioada interbelică, încheind în două rânduri pe locul secund în prima ligă, în anii 1930. De asemenea, a câștigat prima ediție a Cupei Angliei de după război, în 1946. Însă cea mai bună perioadă a clubului a fost în anii 1970 când a devenit de două ori campioană a Angliei și a ajuns până în semifinalele Cupei Campionilor Europeni.
Marea rivală a lui Derby County este Nottingham Forest, meciurile directe fiind denumite East Midlands Derby.

## Trofee
Notă: ligile și diviziile fotbalului englez și-au schimbat denumirile de-a lungul anilor, dar în această listă au fost grupate în funcție de nivelul la care se află în piramida fotbalului englez.
- Premier League și competițiile care au precedat (nivelul 1 din sistemul fotbalistic englez):
  - Campioană: 1971–72, 1974–75
  - Locul 2: 1895–96, 1929–30, 1935–36
- Football League Championship și competițiile care au precedat (nivelul 2 din sistemul fotbalistic englez):
  - Campioană: 1911–12, 1914–15, 1968–69, 1986–87
  - Locul 2: 1995–96
- Football League One și competițiile care au precedat (nivelul 3 din sistemul fotbalistic englez):
  - Campioană: 1956–57 (North)
- FA Cup
  - Câștigătoare: 1945–46
  - Finalistă: 1897–98, 1898–99, 1902–03
- FA Charity Shield
  - Câștigătoare: 1975

### Trofee minore
- Texaco Cup
  - Câștigătoare: 1971–72
- Watney Cup
  - Câștigătoare: 1970
- Anglo-Italian Cup
  - Finalistă: 1992–93
- Daily Express National Five-a-Sides
  - Câștigătoare: 1973

## Stadioane
Derby County a evoluat pe trei stadioane de-alungul istoriei:
- 1884-1895: County Cricket Ground, Derby
- 1895-1997: Baseball Ground
- 1997-: Pride Park Stadium

## Jucătorul anului (Trofeul Jack Stamps)
- 2020–2021  Graeme Shinnie
- 2019–2020  Matthew Clarke
- 2018–2019  Fikayo Tomori
- 2017–2018  Matěj Vydra
- 2016–2017  Scott Carson
- 2015–2016  Richard Keogh
- 2014–2015  Will Hughes
- 2013–2014  Craig Bryson
- 2012–2013  Richard Keogh[4]
- 2011–2012  Craig Bryson
- 2010–2011  John Brayford
- 2009–2010  Shaun Barker
- 2008–2009  Rob Hulse
- 2007–2008 Derby County Fans
- 2006-2007  Steve Howard
- 2005-2006  Tommy Smith
- 2004-2005  Iñigo Idiakez
- 2003-2004  Youl Mawene
- 2002-2003  Georgi Kinkladze
- 2001-2002  Danny Higginbotham
- 2000-2001  Chris Riggott
- 1999-2000  Mart Poom
- 1998-1999  Jacob Laursen
- 1997-1998  Francesco Baiano
- 1996-1997  Chris Powell
- 1995-1996  Dean Yates
- 1994-1995  Craig Short
- 1993-1994  Martin Taylor
- 1992-1993  Marco Gabbiadini
- 1991-1992  Ted McMinn
- 1990-1991  Dean Saunders
- 1989-1990  Mark Wright
- 1988-1989  Mark Wright
- 1987-1988  Michael Forsyth
- 1986-1987  Geraint Williams
- 1985-1986  Ross MacLaren
- 1984-1985  Bobby Davison
- 1983-1984  Archie Gemmill
- 1982-1983  Steve Cherry
- 1981-1982  Steve Buckley
- 1980-1981  Roger Jones
- 1979-1980  Steve Buckley
- 1978-1979  Steve Powell
- 1977-1978  David Langan
- 1976-1977  Leighton James
- 1975-1976  Charlie George
- 1974-1975  Peter Daniel
- 1973-1974  Ron Webster
- 1972-1973  Kevin Hector
- 1971-1972  Colin Todd
- 1970-1971  Dave Mackay
- 1969-1970  John O'Hare
- 1968-1969  Roy McFarland

## Istoria managerilor
- 1900-1906:  Harry Newbould
- 1906-1922:  Jimmy Methven
- 1922-1925:  Cecil Potter
- 1925-1941:  George Jobey
- 1944-1946:  Ted Manger
- 1946-1953:  Stuart McMillan
- 1953-1955:  Jack Barker
- 1955-1962:  Harry Storer
- 1962-1967:  Tim Ward
- 1967-1973:  Brian Clough
- 1973-1976:  Dave Mackay
- 1976-1977:  Colin Murphy
- 1977-1979:  Tommy Docherty
- 1979-1982:  Colin Addison
- 1982:  John Newman
- 1982-1984:  Peter Taylor
- 1984-1993:  Arthur Cox
- 1993-1995:  Roy McFarland
- 1995-2001:  Jim Smith
- 2001-2002:  Colin Todd
- 2002-2003:  John Gregory
- 2003-2005:  George Burley
- 2005-2006:  Phil Brown
- 2006-2007:  Billy Davies
- 2007–2008:  Paul Jewell
- 2009–2013:  Nigel Clough
- 2013–2015:  Steve McClaren
- 2015–2016:  Paul Clement
- 2016:  Darren Wassall
- 2016:  Nigel Pearson
- 2016–2017:  Steve McClaren
- 2017–2018:  Gary Rowett
- 2018–2019:  Frank Lampard
- 2019–2020:  Phillip Cocu
- 2020–prezent:  Wayne Rooney